# Muziek en vreugde
Muziek en vreugde is een artistiek kunstwerk in Amsterdam-Oost.
Kunstenaar Bart van Hove maakte het beeld van oorsprong ter verfraaiing van de gevel van de Amsterdamse Stadsschouwburg aan het Leidseplein. Architecten Bastiaan de Greef en Willem Springer hadden bij een verbouwing al ruimte overgelaten voor een beeldengroep, maar daar waren na de verbouwing geen financiële middelen meer voor. Toen het gebouw in de jaren tachtig opnieuw verbouwd moest worden, werd voorgesteld die ruimten op te vullen. Van Hoven leverde in totaal zes beelden. Vanaf mei 1888 werden de zes beelden geplaatst. De beelden waren dus net geplaatst toen de schouwburg rond 20 februari 1890 een catastrofale brand meemaakte. Muziek en vreugde kon net als Komedie/Comedie allegorie worden gered, de anderen gingen verloren. De kunstenaar, die om de hoek van de schouwburg woonde, zag wellicht zijn eigen beelden in vlammen opgaan; hij moest namelijk met zijn familie zijn huis vanwege de hitte verlaten, deze hitte was tot aan de Leidsegracht voelbaar. De overgebleven twee beelden begonnen een zwerftocht door de stad. Van 1950 tot 1987 stonden ze in de tuin van Beatrixoord aan het Oosterpark. Vervolgens belandden ze op de gemeentewerf in afwachting van nieuwe plaatsing. Na een renovatie werd Muziek en vreugde geplaatst in de tuin van het stadsdeelkantoor van Amsterdam-Oost aan de Linnaeusstraat 89. Toen het stadsdeel later een nieuw kantoor betrok aan de Oranje-Vrijstaatkade bleef Muziek en vreugde staan waar het stond. De tuin is een openbare ruimte. Muziek en vreugde wordt weergegeven door twee putti (baby-engelen).
Comedie allegorie werd in november 1994 teruggeplaatst op de “nieuwe” Stadsschouwburg; tussen de twee torens.

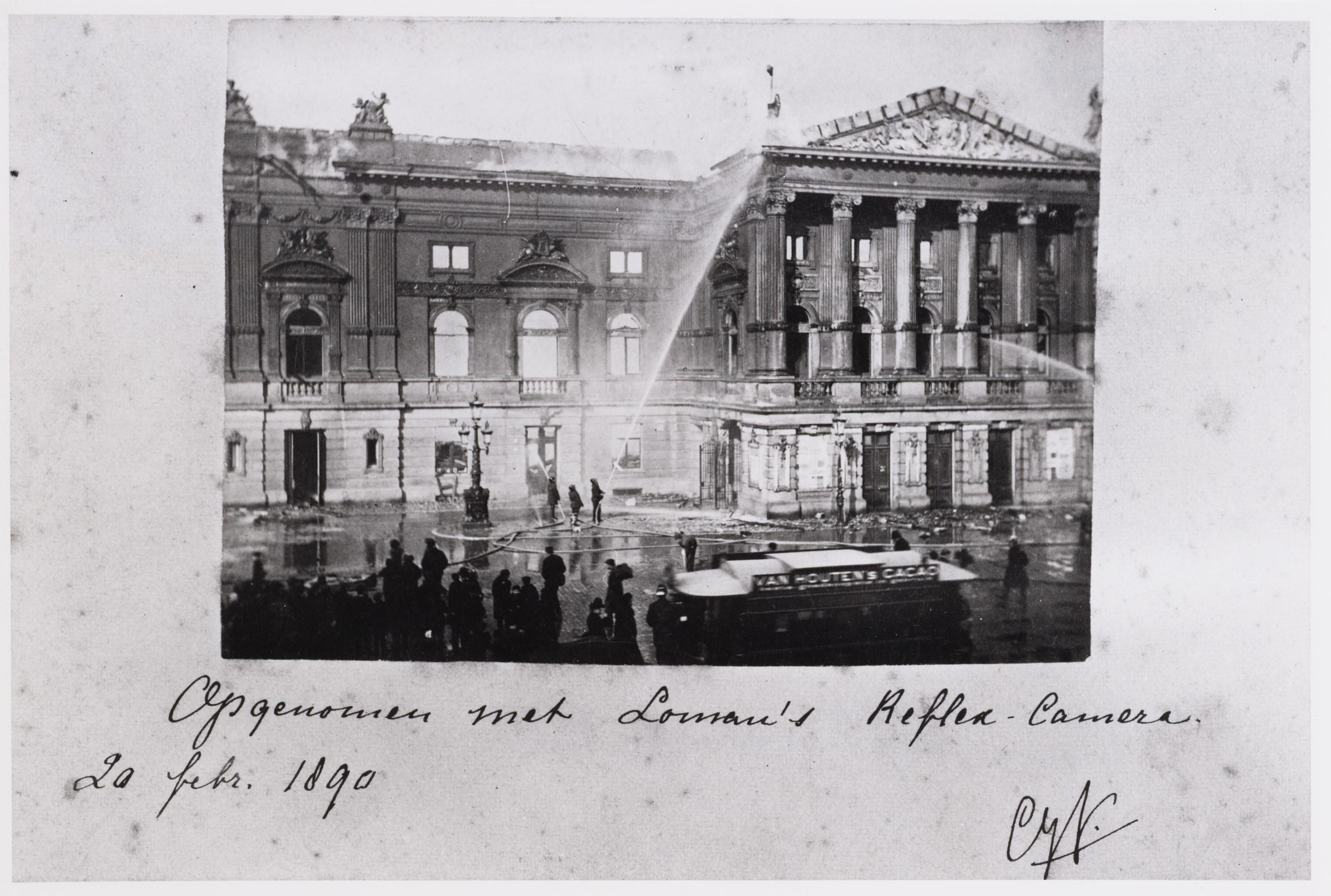
Muziek en vreugde nog op het dak van de Stadsschouwburg (20 februari 1890)